# Марул
Марул (на македонска литературна норма: Марул) е село в южната част на Северна Македония, община Прилеп.

## География
Селото е разположено в най-южните склонове на планината Дрен, южно от град Прилеп.

## История
В XIX век Марул е българско село в Прилепска кааза на Османската империя. В „Етнография на вилаетите Адрианопол, Монастир и Салоника“, издадена в Константинопол в 1878 година и отразяваща статистиката на населението от 1873 година, Марул (Maroul) е посочено като село с 33 домакинства и 177 жители българи.
Според статистиката на Васил Кънчов („Македония. Етнография и статистика“) от 1900 година Марулъ има 240 жители, всички българи християни.
На Етнографската карта на Битолския вилает на Картографския институт в София от 1901 година Марул е чисто българско село в Прилепската каза на Битолския санджак с 33 къщи.
В началото на XX век българското население на селото е под върховенството на Българската екзархия. По данни на секретаря на екзархията Димитър Мишев („La Macédoine et sa Population Chrétienne“) през 1905 година в Марул има 224 българи екзархисти и работи българско училище.
При избухването на Балканската война в 1912 година 3 души от Марул са доброволци в Македоно-одринското опълчение.
Според преброяването от 2002 година селото има 42 жители, всички северномакедонци.

## Личности
Родени в Марул
- Георги Атанасоски (р. 1952), северномакедонски бизнесмен и политик, основател на „Македонско сонце“
- Мице С. Атанасов, български общественик, кметски наместник в периода от 1941 до 1944 година[7]
- Христо Велянов Йовчевски (1888 - 1962), български революционер, деец на ВМРО, касиер на комитета в Марул към 1922 година

Починали в Марул
- Христо Оклев (? – 1903), български революционер